# 武内駿輔
武内 駿輔（たけうち しゅんすけ、1997年9月12日 - ）は、日本の男性声優。東京都出身。81プロデュース所属。妻は映像作家のかとうみさと。
代表作にアニメ『アイドルマスター シンデレラガールズ』のプロデューサー役、『KING OF PRISM』の大和アレクサンダー役、『アナと雪の女王』シリーズのオラフ役などがある。

## 略歴
10歳の時、映画『ダークナイト』の敵役・ジョーカーを演じるヒース・レジャーに感動し、俳優になりたいという夢を持つ。俳優を研究するため多数のハリウッド映画を見るうち、吹き替えを行う声優を意識するようになる。
中学校では陸上部だったが、両親を説得し3年生のころに声優養成所に入所。中学卒業後に81プロデュースの養成所から声がかかり、週1回のレッスンに通う。
17歳で『アイドルマスター シンデレラガールズ』のプロデューサー役に抜擢され、注目を浴びる。オーディションを受けた時、まず「アイドルのプロデューサーはどんな仕事なのか」というところから調べ、さらに「長身」「無口で不器用」という設定から、アニメやドラマ、映画などから同じ共通点をもつキャラを探して、それを演じている役者の演技を研究したという。
2016年には、第10回声優アワードで新人男優賞を受賞した。
2018年3月31日、ヒップホップ・ミュージシャンのLotus Juiceのワンマンライブ「蓮春祭2018」にゲスト出演し、Lotusと音楽ユニット「AMADEUS」を結成することが発表された。「AMADEUS」ではJack Westwoodとして活動し、歌唱だけでなく作曲にも携わる。
2019年より『アナと雪の女王』シリーズのオラフ役の吹き替えをピエール瀧から引き継いでいる。同シリーズで劇中歌を歌っていることから、同年11月22日放送のテレビ朝日『ミュージックステーション』2時間スペシャルに出演し、「あこがれの夏」を披露。同年12月27日放送のテレビ朝日開局60周年記念『ミュージックステーション ウルトラ SUPERLIVE 2019』にも出演し、「おとなになったら」を披露した。
2021年12月21日、声優ながらも『ものまねグランプリ』に初出場。1回戦では同じく本大会出場者の声優・山寺宏一のものまねを披露した。山寺も進出した決勝では、以前『水曜日のダウンタウン』の企画で披露した福山雅治のものまねを再び披露し、初出場にて優勝した。
2022年9月5日、自身のInstagramにて、映像作家のかとうみさとと結婚したことを発表した。

## 人物
一人っ子である。
2015年時点で「高校生とは思えないダンディすぎる声」と評される低い声質で、主に青年役を演じている。『アナと雪の女王』シリーズのオラフ役の吹き替えの声は、普段の低い声質とはかなり差がある声質で演じており、低い声質に聞き馴染んでいたファンを驚かせた。オラフ役声優として『ミュージックステーション』に出演したときは司会のタモリから、声質のギャップからか「しゃべる時にその良い声、無駄じゃないのかね？」「すごいイイ声だよね」と感嘆されたのち、「しゃべる時のイイ声はね、オレ、井上陽水以来だね」と絶賛されている。また、YouTubeの配信番組『YouTube大喜利』の7月配信のダイジェスト版に出演し、オラフ役の吹き替えを密かに狙っていた山寺宏一は番組の中で「イケメンなのが癪に障る」などと嫉妬心をむき出しのコメントをしつつも、既存のイメージを壊さずに役になりきって、さらに歌も「抜群にうまい」「悔しいぐらい」と武内の実力を評価している。
声優として憧れの存在は羽佐間道夫。かつて羽佐間が「困った時の羽佐間道夫」と呼ばれていたことから自分も「困った時の武内駿輔」と言われるようになりたいと、今でも心の指針にしていると語っている。
好きな芸能人はGACKT。GACKTについては自身が声優としてデビューした時に、その生き様や歌に励まされたためと語っている。
親交のあるマフィア梶田は、武内の性格面について「稀に“若気のイキり”を発揮してしまう」と評している。
ものまねにおける師匠は神奈月。『水曜日のダウンタウン』の「声を操るプロ声優ならモノマネも上手いはず説」という企画で、ものまねを披露した武内のレクチャーを神奈月が担当し、当企画で武内が優勝した。『ものまねグランプリ ザ・トーナメント2021』でも神奈月からのサポートを受けており、グランプリ優勝後の取材では、ものまねグランプリに出場するきっかけを補助してくれたという神奈月に感謝を述べた。
趣味・特技はDTM、ファッション、声楽。

## 出演
太字はメインキャラクター。

### テレビアニメ
2014年
- プリパラ（2014年 - 2016年、コガ先輩、男性、アシカ）

2015年
- アイドルマスター シンデレラガールズ（プロデューサー） - 2シリーズ
- 赤髪の白雪姫（リド領主）
- アルスラーン戦記（プラダーラタ、兵士）
- ケイオスドラゴン 赤竜戦役（男A）
- ジョジョの奇妙な冒険 スターダストクルセイダース（SPW財団パイロット）
- 聖剣使いの禁呪詠唱（側近）
- ダイヤのA シリーズ（2015年 - 2020年、結城将司） - 2シリーズ
- ビキニ・ウォリアーズ（デスゲドー）
- 緋弾のアリアAA（ホドリゴ）
- 魔法少女リリカルなのはViVid（エドガー、男性コーチ）
- ヤング ブラック・ジャック（ヒューゴ）
- 六花の勇者（ローレン）

2016年
- ALL OUT!!（2016年 - 2017年、霧島国人）
- クロムクロ（ホセ・カルロス・高須賀）
- GATE 自衛隊 彼の地にて、斯く戦えり（クロウ）
- SERVAMP-サーヴァンプ-（ギルデンスターン、兵士）
- Dimension W（警備員）
- DAYS（浦静）
- デュエル・マスターズ VSRF（ドラゴン龍、リュウセイ先生）
- ナンバカ（五代大和）
- ねじ巻き精霊戦記 天鏡のアルデラミン（スシュラフ・レミオン）
- ハイキュー!! セカンドシーズン（京谷賢太郎）
- 灰と幻想のグリムガル（ミチキ）
- 初恋モンスター（高橋修吾）
- プリンス・オブ・ストライド オルタナティブ（方南学園選手）
- 文豪ストレイドッグス（ラヴクラフト）
- モブサイコ100（2016年 - 2022年、隈川、構成員A、霊能力者2、マスター、パンク） - 3シリーズ

2017年
- Spiritpact（端木煕）
- 機動戦士ガンダム 鉄血のオルフェンズ（アリアンロッド艦隊士官）
- スタミュ（2017年 - 2019年、南條聖） - 2シリーズ
- 遊☆戯☆王VRAINS（2017年 - 2019年、鴻上了見 / リボルバー）
- 笑ゥせぇるすまんNEW（光騎士）
- Fate/Apocrypha（黒のアーチャー / ケイローン）
- コンビニカレシ（坂本真）
- イケメン戦国◆時をかけるが恋は始まらない（明智光秀）
- 戦刻ナイトブラッド（黒田官兵衛）
- TSUKIPRO THE ANIMATION（2017年 - 2021年、和泉柊羽、柊羽） - 2シリーズ
- ROBOMASTERS THE ANIMATED SERIES（モウ）
- デュエル・マスターズ（永遠のリュウセイ・カイザー、ドラゴン龍）
- クジラの子らは砂上に歌う（パゴニ）
- ブレンド・S（伊藤）
- いつだって僕らの恋は10センチだった。（教師）
- 将国のアルタイル（ゼキ）

2018年
- ポプテピピック（謎の声D、モブ男）
- ダメプリ ANIME CARAVAN（リオット）
- 働くお兄さん!（ゾウ林先輩、揚げ物）
- タイムボカン 逆襲の三悪人（フランク）
- イナズマイレブン アレスの天秤（2018年 - 2019年、剛陣鉄之助） - 2シリーズ
- Caligula -カリギュラ-（佐竹笙悟）
- Butlers〜千年百年物語〜（ラグビー部員）
- キラッとプリ☆チャン（ギャンブレル）
- 覇穹 封神演義（赤精子）
- 天狼 Sirius the Jaeger（ファロン）
- BAKUMATSU（2018年 - 2019年、帝） - 2シリーズ
- ゾンビランドサガ（ラッパーB）
- ベイブレードバースト 超ゼツ（イベル・オックスフォード）
- 火ノ丸相撲（2018年 - 2019年、久世草介）
- 聖闘士星矢 セインティア翔（斗樹）

2019年
- W'z《ウィズ》（セバ / スーチャン＝瀬馬）
- 盾の勇者の成り上がり（屋台店主）
- 爆丸バトルプラネット（2019年 - 2020年、ドラゴノイド / ハイパードラゴノイド / アルティマドラゴノイド / ドラゴノイドマキシマス、兵士）
- KING OF PRISM -Shiny Seven Stars-（大和アレクサンダー）
- アイドルマスター シンデレラガールズ劇場 CLIMAX SEASON（ナレーション）
- 彼方のアストラ（ザック・ウォーカー）
- スタンドマイヒーローズ PIECE OF TRUTH（都築誠）

2020年
- 空挺ドラゴンズ（オーケン）
- ダーウィンズゲーム（ダンジョウ）
- ジモトがジャパン（天鵞絨）
- 地縛少年花子くん（ウンウン）
- number24（奥村冬馬）
- 啄木鳥探偵處（鑑武実）
- A3!（兵頭十座） - 2シリーズ
- アクダマドライブ（喧嘩屋）

2021年
- バック・アロウ（ナレーション、デマイン合唱団、ガーディアン）
- IDOLY PRIDE（観客D）
- 灼熱カバディ（伊達真司）
- 東京リベンジャーズ（2021年 - 2023年、鈴木マコト） - 3シリーズ
- セブンナイツ レボリューション -英雄の継承者-（ジョウ）
- 憂国のモリアーティ（アダム・ホワイトリー）
- マジカパーティ（2021年 - 2022年、ケトスクルズ）
- ピーチボーイリバーサイド（ノブレガ）
- 月が導く異世界道中（アドノウ）
- メガトン級ムサシ（2021年 - 2023年、土方龍吾） - 2シリーズ
- 先輩がうざい後輩の話（武田晴海）
- デュエル・マスターズ キング!（ドラゴン龍）
- 進化の実〜知らないうちに勝ち組人生〜（ブラック・パラディン）

2022年
- トライブナイン（辰沼龍斗）
- オンエアできない!（佐久間P、市村、制作会社P、オーナーC、現地住民男 他）
- アオアシ（阿久津渚）
- 新テニスの王子様 U-17 WORLD CUP（クリス・ホップマン）
- 勇者パーティーを追放されたビーストテイマー、最強種の猫耳少女と出会う（シャドウナイト）
- 僕とロボコ（2022年 - 2023年、金尾モツオ、モツノ進）
- デュエル・マスターズ WIN（ベベベベ）

2023年
- REVENGER（叢上徹破）
- ヴィンランド・サガ（エイナル）
- HIGH CARD（2023年 - 2024年、ブリスト・ブリッツ・ブロードハースト、ディラン・フォーランド） - 2シリーズ
- 大雪海のカイナ（アコイルの王子、バルギアの荷役）
- ノケモノたちの夜（ダンタリオン）
- 天国大魔境（シロ、宇佐美）
- 鬼滅の刃 刀鍛冶の里編（空喜）
- 異世界召喚は二度目です（カゲロウ）
- マッシュル-MASHLE-（マンドラゴラ）
- BLEACH 千年血戦篇（2023年 - 2024年、アスキン・ナックルヴァール） - 2シリーズ
- アンデッドガール・マーダーファルス（デニス）
- ミギとダリ（堤丸太）
- ラグナクリムゾン（ディザス・トロワ）
- め組の大吾 救国のオレンジ（2023年 - 2024年、五十嵐哲平）
- ゴブリンスレイヤーII（蟲人僧侶）
- ドッグシグナル（マロ）

2024年
- メタリックルージュ（ジーン・ユングハルト）
- ARNOLD & PUPPETS（一人全役）
- 喧嘩独学（ハマケン）
- 黒執事 -寄宿学校編-（ハーマン・グリーンヒル）
- 怪獣8号（神楽木葵）
- 魔王学院の不適合者 II 〜史上最強の魔王の始祖、転生して子孫たちの学校へ通う〜（エヌス・ネ・メス）
- 俺は全てを【パリイ】する 〜逆勘違いの世界最強は冒険者になりたい〜（ギルバート）
- ラーメン赤猫（滝）
- 合コンに行ったら女がいなかった話（常盤）
- ぷにるはかわいいスライム（2024年 - 2025年、剛やん、太陽、カノプス） - 2シリーズ
- さようなら竜生、こんにちは人生（ドラン）
- 凍牌〜裏レート麻雀闘牌録〜（2024年 - 2025年、堂嶋）
- 殿と犬〜くんくん!〜（2024年 - 2025年、殿）
- それいけ!アンパンマン（くらやみまん（※玄田哲章の代役））

2025年
- 外れスキル《木の実マスター》 〜スキルの実（食べたら死ぬ）を無限に食べられるようになった件について〜（ゼス）
- プリンセッション・オーケストラ（ドラン）
- Aランクパーティを離脱した俺は、元教え子たちと迷宮深部を目指す。（マストマ）
- 追放者食堂へようこそ!（デニス）
- 出禁のモグラ（猫附藤史郎、イケブクロ）
- 気絶勇者と暗殺姫（トト）
- 野生のラスボスが現れた!（アリオト）

2026年
- 北斗の拳 -FIST OF THE NORTH STAR-（ケンシロウ）

### 劇場アニメ
2010年代
- リトルウィッチアカデミア 魔法仕掛けのパレード（2015年、客）
- KING OF PRISMシリーズ（2016年 - 2025年、大和アレクサンダー） - 5作品
- 映画プリパラ み〜んなのあこがれ♪レッツゴー☆プリパリ（2016年、オオカミ）
- BLAME!（2017年、村人）
- モンスターストライク THE MOVIE ソラノカナタ（2018年、HANZO）
- 僕のヒーローアカデミア THE MOVIE ヒーローズ:ライジング（2019年、キメラ）

2020年代
- 機動戦士ガンダム 閃光のハサウェイ（2021年、イラム・マサム）
- リョーマ！ The Prince of Tennis 新生劇場版テニスの王子様（2021年、ブー）
- 機動戦士ガンダム ククルス・ドアンの島（2022年、ククルス・ドアン）
- THE FIRST SLAM DUNK（2022年、沢北栄治）
- 大雪海のカイナ ほしのけんじゃ（2023年、双子の護民官）
- 劇場版 SPY×FAMILY CODE: White（2023年、タイプF）
- ベルサイユのばら（2025年、アラン・ド・ソワソン）
- 名探偵コナン 隻眼の残像（2025年、御厨貞邦）

### OVA
- 12歳。（2014年、先生2） - 『ちゃお』2014年12月号付録
- 亜人「中村慎也事件」（2016年、良太） - 「亜人」単行本第8巻限定版
- デジモンアドベンチャー tri.（2016年、ハックモン）
- 初恋モンスター（2017年、高橋修吾[123]） - 単行本第8巻アニメDVD付き特装版
- スタミュ in ハロウィン（2018年、南條聖）

### Webアニメ
2015年
- ニンジャスレイヤー フロムアニメイシヨン（デッドムーン）

2018年
- ソードガイ The Animation（処史代医師、惣印）

2019年
- アイドルマスター シンデレラガールズ劇場（2019年 - 2021年、黒ぴにゃこら太、DJ、番組司会、厄介おたく、スタッフ、実況） - 2シリーズ
- SDガンダムワールド 三国創傑伝（曹操ウイングガンダム）

2020年
- 爆丸アーマードアライアンス（2020年 - 2021年、ドラゴノイド、出資人、ドラゴノイド×ダーカス、ドラゴノイド×オーレラス、ドラゴノイドインフィニティ、ドラゴノイドインフィニティマックス）

2021年
- 爆丸ジオガンライジング（2021年 - 2022年、ドラゴノイド、サーファーたち、ジオフォージドラゴノイド）
- 鎮西八郎為朝（2021年 - 2023年、源為朝）

2022年
- 人形学園（miHoYo上層部幹部）
- 爆丸エボリューションズ（2022年 - 2023年、ドラゴノイド、ドラゴノイド ストレングモード、ドラゴノイド スピードモード）
- LUPIN ZERO（2022年 - 2023年、次元）

2023年
- 爆丸レジェンズ（ドラゴノイド）
- ヤキトリ（タイロンバクスター）
- 幼女社長R（人喰い鶏、敵バッター）
- GAMERA -Rebirth-（プルデンシオ・フォルテア）
- スコット・ピルグリム テイクス・オフ

2024年
- GREAT PRETENDER razbliuto（江品爵（ジェイ））
- 餓狼伝: The Way of the Lone Wolf（姫川勉）
- ライジングインパクト（ライザー・ホプキンス） - 2シリーズ
- さようなら竜生、こんにちは人生 〜ようこそ、ベルン村へ！〜（ドラン）
- 『BLUE PROTOCOL』 Side Story（ヴォルディゲン）

### ゲーム
2015年
- アイドルマスター シンデレラガールズ スターライトステージ（シンデレラプロジェクト担当プロデューサー）
- イケメン戦国◆時をかける恋（明智光秀）
- グランブルーファンタジー（2015年 - 2024年、バロワ、ヴィクトル、黒色の生物）
- ザクセスヘブン（行天烈）
- 白猫プロジェクト（2015年 - 2023年、ダージ・ザ・レベルリーパー、MCイッキュー、ヘルモート）
- 新約アルカナスレイヤー（フェリクス）
- スマカレ（最上達文）
- DAME×PRINCE（リオット）
- なまこれ（楠馬巧）
- ヴァリアントナイツ（ビリー＝キッド）
- もっと！なまこれ（楠馬巧）
- メザマシフェスティバル 〜夢喰いと目覚まし屋〜

2016年
- ELSWORD（アイン）
- エンドライド -X fragments-（ゴルド）
- Caligula -カリギュラ-（佐竹笙悟）
- 金色のコルダ4（須永巧）
- 三国志大戦（曹操、楽進、徐晃、龐徳、劉曄、張飛、周泰、丁奉）
- 三国志ものがたり（関羽）
- 消滅都市2（織田信長、カズマ）
- スタンドマイヒーローズ（都築誠）
- 12オーディンズ（謎の旅人）
- SOUL REVERSE ZERO（ジ・ル・ドレ、ジークフリート、ラスプーチン、ロンギヌス）
- ハイキュー!! Cross team match!（京谷賢太郎）
- ピリオドゼロ（計良真司）
- ボーイフレンド（仮）きらめき☆ノート（戌亥幸太朗）
- メイプルストーリー HEROES of MAPLE （隠月）
- 輪華ネーション（ニコラ・テスラ）
- ルフランの地下迷宮と魔女ノ旅団（ニムト）
- 夢王国と眠れる100人の王子様（モルタ）

2017年
- アニドルカラーズ（寿秋誉）
- A3!（兵頭十座）
- UNDER NIGHT IN-BIRTH（2017年 - 2024年、エンキドゥ） - 3作品
- イケメン戦国◆時をかける恋 新たなる出逢い（明智光秀）
- 嘘月シャングリラ（ティール）
- 君と霧のラビリンス（近藤涼太）
- オトメ勇者（キンカロー）
- キズナストライカー!（熊飼いたる）
- KING OF PRISM プリズムラッシュ！LIVE（大和アレクサンダー）
- クイズRPG 魔法使いと黒猫のウィズ（ゲスタイガー、デスタイガー / トラタイガー）
- コード・オブ・ジョーカーS（冥裁者ラダマンティス）
- Side Kicks!（キララ）
- スーパードラゴンボールヒーローズ（暗黒魔神アバター〈バーサーカー〉）
- スーパーボンバーマン R（黒ボン）
- 征戦!エクスカリバー（タケミカヅチ）
- ゼノブレイド2（ヂカラオ）
- ディアマジ -魔法少年学科-（陸守ユウ）
- ニューダンガンロンパV3 みんなのコロシアイ新学期（獄原ゴン太）
- パラノーマルキス -Paranormal Kiss-（堂島轍）
- 文豪とアルケミスト（井伏鱒二）
- 無双☆スターズ（織田のぶニャが）
- League of Angels II - リーグオブエンジェルズ2（ランスロット、ユリサス、フリマンI世）
- アカとブルー（アカ・シンク）
- 幻獣契約クリプトラクト（2017年 - 2021年、ジョット）

2018年
- ハッカドール（ハッカドール3号〈エイプリルフール〉）
- クロノ ブリゲード（カスドル）
- Fate/Grand Order（2018年 - 2023年、ケイローン）
- Caligula Overdose -カリギュラ オーバードーズ-（佐竹笙悟）
- ボーダーブレイク（マーナガル）
- パレットパレード（ジョット）
- 夢間集（霊蛇）
- Shadowverse（2018年 - 2023年、ドラゴニックメイル・ギルヴァ、マナリアの竜術士、マナリアの白竜、マナリアの黒竜、黒ぴにゃこら太、学園の竜術士 他）
- 紡ロジック（桜井斗真）
- ファンタジーライフ オンライン
- DREAM!ing（竜ヶ崎仁）
- アークザラッド R（ベルドラン）
- ドラガリアロスト（ヴァルクス）
- アトリエオンライン 〜ブレセイルの錬金術士〜（ツンベルギア、フィーバーフュー）
- イドラ ファンタシースターサーガ（メッサーラ）
- でみめん（シュヴァルツ）
- ダイダロス: ジ・アウェイクニング・オブ・ゴールデンジャズ（ダン）

2019年
- リボルバーズエイト（桃太郎）
- ブラウンダスト（ビクター）
- ワンダーグラビティ 〜ピノと重力使い〜（レイヤード）
- スーパードラゴンボールヒーローズ ワールドミッション（暗黒魔神バーサーカータイプ）
- ステラービース（リオン）
- あんさんぶるスターズ!（大和アレクサンダー）
- ASTRAL CHAIN（ジン・ウォン）
- DAEMON X MACHINA（ジョニー・G）
- CODE VEIN（ミゲル・ガルシア）
- ドラゴンクエストXI 過ぎ去りし時を求めて S（司会者、邪竜軍王ガリンガ、ぱふぱふ娘〈エドゥリス〉）
- スーパーロボット大戦X-Ω（2019年 - 2020年、スーパーピピ美BARIモード、マーナガル）
- キングダム ハーツIII（オラフ〈2代目〉）
- ワールドフリッパー（ヴァーグナー、ヴァルター）
- SDガンダム GGENERATION CROSSRAYS（ジャンマルコ・サレルノ）
- BUSTAFELLOWS（ゾラ）

2020年
- アークナイツ（マッターホルン）
- ドラゴンクエストライバルズ（イザヤール）
- ラストピリオド -終わりなき螺旋の物語-（グリルパウツァー）
- WAR OF THE VISIONS ファイナルファンタジー ブレイブエクスヴィアス 幻影戦争（シムール）
- ファイナルファンタジーVII リメイク（ジーナン）
- Moon & Star 〜イケメンタレントとマネージャーの物語〜（静馬和成）
- THE KING OF FIGHTERS for GIRLS（大門五郎）
- セイクリッドブレイド（スレイ）
- サンクタス戦記-GYEE-（モーガン）
- エンゲージソウルズ（シュニッツァー）
- ブリガンダイン ルーナジア戦記（ルド・マルコ）
- ポケモンマスターズ / EX（2020年 - 2022年、アカギ）
- キャプテン翼 RISE OF NEW CHAMPIONS（ブレイク・マーティン）
- この素晴らしい世界に祝福を！ファンタスティックデイズ（スコール）
- ドラゴンクエストX いばらの巫女と滅びの神 オンライン（ナジーン）

2021年
- Re:ゼロから始める異世界生活 偽りの王選候補（サルム）
- SHOW BY ROCK!! Fes A Live（151〈イコイ〉）
- 金色のコルダ スターライトオーケストラ（成宮智治）
- ブレイブリーデフォルトII（セス）
- 共闘ことばRPG コトダマン（2021年 - 2024年、ンリキマ、クドヴェルト、ドハスダグラン、ンボウル、ガメツハイソ）
- ルーンファクトリー5（むらくも）
- スーパーボンバーマン R オンライン（黒ボン）
- 白夜極光（バートン、ペギ）
- 新すばらしきこのせかい（ヒシマ）
- クッキーラン: キングダム（紅イモ味クッキー）
- ラグナドール 妖しき皇帝と終焉の夜叉姫（蒼坊主）
- Gate of Nightmares（ジーガイル）
- メガトン級ムサシ / X / W（2021年 - 2024年、土方龍吾、デューク・フリード）
- ウインドボーイズ！（望月蒼斗）
- グランサガ（バラク）
- SHAMAN KING ふんばりクロニクル（イオ）

2022年
- 夢職人と忘れじの黒い妖精（ヴァルター）
- モンスターハンターライズ（セルバジーナ） - DLC追加キャラクター
- ロックマンX DiVE（2022年 - 2023年、ヴィア / ViA■）
- eBASEBALLパワフルプロ野球2022（田団田ダン）
- 刀剣乱舞 ONLINE（2022年 - 2024年、稲葉江）
- 機動戦士ガンダム U.C. ENGAGE（ククルス・ドアン）
- even if TEMPEST 宵闇にかく語りき魔女（ゼン・ソルフィールド）
- エターナルツリー（アグィーレ、メラク）
- DNF DUEL（グラップラー）
- 機動戦士ガンダム アーセナルベース（ククルス・ドアン）
- SDガンダム バトルアライアンス（曹操ウイングガンダム、連合兵〈SEED DES〉B、友軍指揮官A）
- 英雄伝説 黎の軌跡 II -CRIMSON SiN-（シェリド・アスヴァール）
- 機動戦士ガンダム 鉄血のオルフェンズG（ジャンマルコ・サレルノ）
- 東京リベンジャーズ ぱずりべ！全国制覇への道（鈴木マコト）

2023年
- 遊戯王 デュエルリンクス（リボルバー）
- モンスターユニバース（オグマ）
- ストリートファイター6（ジェイミー）
- BLUE PROTOCOL（ヴォルディゲン）
- ドラゴンクエストモンスターズ3 魔族の王子とエルフの旅（アナウンサー〈エンドール闘技場〉）
- モンスターストライク（2023年 - 2024年、sinギルティ、神楽木葵）
- 崩壊:スターレイル（Dr.レイシオ）

2024年
- ファイナルファンタジーVII リバース
- ユニコーンオーバーロード（ロルフ）
- Rise of the Ronin（坂本龍馬）
- 廻らぬ星のステラリウム（ザイード）
- Library of Ruina（ローラン）
- ファイアーエムブレム ヒーローズ（2024年 - 2025年、エイクスルニル）
- ロマンシング サガ2 リベンジオブザセブン（ノエル）

2025年
- スーパーロボット大戦DD（ソーグレーダー）
- RAIDOU Remastered: 超力兵団奇譚（ラスプーチン）

2026年
- デカポリス（マイキー・プリンストン）

### ドラマCD
2015年
- アイドルマスター シンデレラガールズ シリーズ（プロデューサー）
  - THE IDOLM@STER CINDERELLA GIRLS ANIMATION PROJECT 02 - 07
  - テレビアニメ BD / DVD 第2・4・6巻特典CD
  - NO MAKE

- 81レーベル第1弾 81プロデュース35周年記念企画オーディオドラマCD 「紫電改のタカ」（米田）
- 踊る星降るレネシクル（荒木正児）※第6巻特装版付属ドラマCD
- コンビニカレシ 三島春来と本田塔羽の場合（坂本真）
- 血とチョコレート（学生A）※第2巻特装版付属ドラマCD

2016年
- イケメン戦国 〜時をかける恋〜 キャラクターソング&ドラマCD 第一弾（明智光秀）
- 金色のコルダ4（須永巧）
  - メッセージCD 眠れぬ夜の過ごし方〜星奏学院〜（トレジャーBOX・プラチナBOX同梱）
  - バラエティCD 金色のコルダ4 JOYFUL

- クロムクロ BD 第三巻特典CD（ホセ・カルロス・高須賀）
- コンビニカレシ 明日海夏と佐名木凪瑳の場合（坂本真）
- SolidS ドラマCD第2巻「-Two of a kind.-」（和泉柊羽）
- Wasshoi！ニンジャスレイヤー テレビジヨン祭り!!プレゼントドラマCD（デッドムーン）※応募者全員サービス・非売品

2017年
- ALL OUT!! BD / DVD 第7巻特典CD（霧島国人）
- おにいちゃんねる CDコレクション Vol.2 〜お兄ちゃんと過ごすときめき♡ホワイトデー〜（露偉）
  - アニメイト連動購入特典CD「らじおにいちゃんねる」

- 劇場版KING OF PRISM -PRIDE the HERO- ユニットプロジェクトCD ※アニミュゥモ購入特典 幻のオーディオドラマCD「エーデルローズはクリスマスイブも大騒ぎ！」（大和アレクサンダー）
- スキップ・ビート!（クー・ヒズリ） - 第40巻初回限定版付属ドラマCD
- 戦国ヴァンプ（伊東はじめ）
- ツキプロ×アニ店特急2017夏 全国盤（和泉柊羽）
- TVアニメ スタミュ 第2期（南條聖）
  - サードドラマCD 『Third STAGE』
  - Blu-ray・DVD第4巻特典ドラマCD

- 本好きの下剋上〜司書になるためには手段を選んでいられません〜（ベンノ）
- 俺様レジデンス ―西園寺三兄弟― Vol.1 西園寺藤（西園寺藤）

2022年
- 新しいゲーム始めました。〜使命もないのに最強です?〜（シン）
- ディア♥ヴォーカリスト［THOMAS（トーマ）］

2025年
- 勇者宇宙ソーグレーダー オーディオドラマ Vol.1・2（ソーグ）

### 吹き替え

#### 担当俳優
ジョシュ・ギャッド
- アナと雪の女王（2019年 - 2020年、オラフ〈2代目〉） - 6作品
- ワンス・アポン・ア・スタジオ -100年の思い出-（2023年、オラフ）
- ステージド2 俺たちの舞台、アメリカ上陸!?（2023年、本人役）

#### 映画
- 地下に潜む怪人（英語版）（2015年、暗い少年）
- ヘリオス 赤い諜報戦（英語版）（2016年、パク・オチョル〈チェ・シウォン〉）
- ミュータント・ニンジャ・タートルズ:影〈シャドウズ〉（2016年、トレヴァー〈コナー・フォックス〉）
- トロールズ（2017年）
- ジュマンジシリーズ（2018年 - 2019年、アンソニー・“フリッジ”・ジョンソン〈サーダリウス・ブレイン（英語版）〉）
  - ジュマンジ/ウェルカム・トゥ・ジャングル[261]
  - ジュマンジ/ネクスト・レベル[262]
- トゥームレイダー ファースト・ミッション（2018年、ブルース〈ジョセフ・アルティン〉[263]）
- ドクター・ドリトル（2020年、ハンフリー[264][265]）
- デンジャー・クロース 極限着弾（2020年、ポール・ラージ二等兵〈ダニエル・ウェバー〉[266]）
- ハピエスト・ホリデー 私たちのカミングアウト（2021年、ジョン〈ダニエル・レヴィ〉[267]）
- ヒーズ・オール・ザット（2021年、ジョーダン・ヴァン・ドラーネン〈ペイトン・マイヤー〉）
- 星の王子 ニューヨークへ行く2（2021年、ラヴェル〈ジャーメイン・ファウラー〉[268]）
- ザ・スーサイド・スクワッド “極”悪党、集結（2021年、リチャード・“ディック”・ハーツ / ブラックガード〈ピート・デイヴィッドソン〉[269]）
- ユダ&ブラック・メシア 裏切りの代償（2021年、ビル・オニール〈ラキース・スタンフィールド〉[270]）
- マトリックス レザレクションズ（2021年、バーグ〈ブライアン・J・スミス〉[271]）
- アンチャーテッド（2022年、少年時代のサム〈ルディ・パンコウ〉[272]）
- ジョーズ2（2022年、マイク・ブロディ〈マーク・グルーナー〉[273]）※BSテレ東版
- トップガン マーヴェリック（2022年、ボブ〈ルイス・プルマン〉[274]）
- キャメラを止めるな!（2022年、ムニール〈リエス・セーラム（フランス語版）〉[275][276]）
- Saltburn（2022年、フェリックス・キャットン〈ジェイコブ・エロルディ〉）
- 別れる決心（2023年、オ・スワン〈コ・ギョンピョ〉[277]）
- ダンジョンズ&ドラゴンズ/アウトローたちの誇り（2023年、エドガン〈クリス・パイン〉[278]）
- ガーディアンズ・オブ・ギャラクシー:VOLUME 3（2023年、アダム・ウォーロック〈ウィル・ポールター〉[279]）
- トランスフォーマー/ビースト覚醒（2023年、ホイルジャック[280]）
- ハート・オブ・ストーン（2023年[281]）
- バービー（2023年、ケン〈ライアン・ゴズリング〉[282]）
- エブリシング・エブリウェア・オール・アット・ワンス（2023年、チャド〈ハリー・シャム・ジュニア〉[283]）
- MEG ザ・モンスターズ2（2023年、ランス〈フェリックス・メイヤー〉、オウム[284]）
- ウォンカとチョコレート工場のはじまり（2023年、フィクルグルーバー〈マシュー・ベイントン〉[285]）
- REBEL MOON: パート1 炎の子（2023年、タラク〈スタズ・ネアー〉[286]）
  - REBEL MOON: パート2 傷跡を刻む者[287]
- TALK TO ME トーク・トゥ・ミー（2024年）
- ブラック・サイト 危険区域（2024年、ミラー〈ジェイ・コートニー〉[288]）※テレビ東京版
- ヴェノム:ザ・ラストダンス（2024年[289]）
- グラディエーターII 英雄を呼ぶ声（2024年、ルシアス・ヴェルス〈ポール・メスカル〉[290]）
- ウィキッド ふたりの魔女（2025年、語り手[291]）
- スーパーマン（2025年、クラーク・ケント / スーパーマン〈デヴィッド・コレンスウェット〉[292]）

#### ドラマ
- glee/グリー ファイナル・シーズン（2015年、メイソン）
- チェスター動物園をつくろう（2015年）
- コンティニアム CPS特捜班 シーズン2（2016年、ルーカス・イングラム、ガードナー捜査官）
- ナイト・オブ・キリング 失われた記憶（2016年、ナシル・カーン〈リズ・アーメッド〉）
- ザ・ファイブ −残されたDNA−（2017年）
- ホント無理だから（2021年、ヒョンミン〈ハン・ヒョンミン〉）
- ホイール・オブ・タイム（2021年、マット・コーソン〈バーニー・ハリス〉[293]）
- NOLLY ソープオペラの女王（2024年、トニー・アダムス〈オーガスタス・プリュー〉[294]）
- ポーカー・フェイス（2023年、デイヴィス・マクダウェル〈チャールズ・メルトン〉）
- スター・ウォーズ:アコライト（2024年、ヨード・ファンダー〈チャーリー・バーネット〉[295]）
- ファンタスティック5 情熱のパラアスリート（2024年、クリスチャン〈ヴィットリオ・マガッズ〉）
- ワイルドカード〜捜査バディは天才詐欺師!?〜（2024年、オリヴィエ・ラロッシュ〈デューシェイン・ウィリアムズ〉）

#### アニメ
- スポンジ・ボブ 海のみんなが世界を救Woo!（2015年、カモメ1）
- ガーディアンズ・オブ・ギャラクシー（2016年、ピーター・クイル / スター・ロード）
- トロールズ: シング・ダンス・ハグ!（2018年、クラウド・ガイ）
- マイリトルポニー: 新しい世界（2021年、ヒッチ・トレイルブレイザー）
- ミラベルと魔法だらけの家（2021年、マリアーノ[296]）
- ジェイコブと海の怪物（2022年、ジェイコブ・ホランド）
- DC がんばれ!スーパーペット（2022年、サイボーグ[297]）
- 外見至上主義（2022年、イ・ウンテ[298]）
- スクルージ:クリスマス・キャロル（2022年、ハリー）
- きかんしゃトーマス（2022年 - 、ゴードン[299]、いたずら貨車・緑[300]）
  - きかんしゃトーマス めざせ!夢のチャンピオンカップ（2023年、ゴードン）
  - きかんしゃトーマス ぼくのたいせつなともだち（2025年、ゴードン[301]）
- LEGO ディズニープリンセス: お城の冒険（2023年、ガストン）
- トランスフォーマー アーススパーク（2023年、スラッシュ[302]）
- ワンス・アポン・ア・スタジオ -100年の思い出-（2023年、ガストン）
- ウィッシュ（2023年[303]）
- アイドルプリンセス★ロリロック（2024年[304]）
- インサイド・ヘッド2（2024年、ブルーフィー[305]）
- バットマン:マントの戦士（2024年、ジョーカー）
- トロールズ バンド・トゥゲザー（2024年、クラウド・ガイ[306]）
- バーニーの世界（2024年、バーニー[307]）

### 特撮
- ウルトラギャラクシーファイト（2020年 - 2022年、ゾフィーの声[308]） - 2シリーズ[一覧 19]
- スーパー戦隊シリーズ
  - 魔進戦隊キラメイジャーVSリュウソウジャー（2021年、ムービー邪面の声[309]）
  - 王様戦隊キングオージャー（2023年、デーボ・センキングの声[310]）

### デジタルコミック
- 火ノ丸相撲（2015年、五條佑真[311]）
- 手玉に取りたい黒木屋さん（2020年、正直男[9][312]）
- 鍋に弾丸を受けながら（2022年、ジュンタロー[313]）

### オーディオブック
- スクラップ・アンド・ビルド（2015年、ナレーション[12]）
- 夢をかなえるゾウ3 ブラックガネーシャの教え（2015年[314]、園山）
- ほま高登山部ダイアリー（2021年、司馬信成[315]）
- 最強職《竜騎士》から初級職《運び屋》になったのに、なぜか勇者達から頼られてます 2（2022年、ヴィルヘルム[316]）

### ラジオ
※はインターネット配信。
- ニッポン朗読アカデミー（2013年 - 2016年、ラジオ大阪・Radital※・HiBiKi Radio Station※・ニコニコ動画※）[317]
- 西山宏太朗・武内駿輔のB's-LOG FAN MEETING（2016年 - 2017年、ニコニコ生放送※）
- 平川大輔・武内駿輔のキミキリ☆ラジオ（2017年、音泉※）[318]
- 戦刻ナイトブラッドWEBラジオ「戦ブラジオ」（2017年 - 2018年、音泉※・HiBiKi Radio Station※）
- 武内駿輔のGooooood JOB!（2018年 - 2019年、超!A&G+※）[319]
- カリギュラジオ〜カタルシスを語ルシス〜（2018年 - 、YouTube※）[320]

### ラジオCD
- ニッポン朗読アカデミー 真夏の朗読フェスティバル（2014年　※手焼き販売 廃盤）
- ニッポン朗読アカデミー 活動報告その1（2015年）
- 「変態音響監督」VS「ニッポン朗読アカデミー」特別録り下ろしCD第2弾（2015年）[321]
- ラジオ 初恋モンスター …で、俺のラジオだけど、どうする?（2016年）
- TV 文豪ストレイドッグス ラジオ 文豪ストレイラヂヲ Vol.3（2017年）
- TV ナンバカ ラジオCD 南波刑務所 放送局（2017年）
- ハイキュー!! 烏野高校放送部! 第8巻（2017年）
- アイドルマスター シンデレラガールズ デレラジDVD Vol.10（2017年）
- TV スタミュ ラジオCD スタミュ（第2期）webラジオ 〜AYANAGI Star RADIO〜（2017年）

### ラジオドラマ
- らじどらッ!〜夜のドラマハウス〜 学園祭（第4週目 2015年10月19日-10月23日）

### 映像商品
- 声優コレクション 〜ふたりのコーデSHOW〜 沢城千春×武内駿輔

### テレビ番組
※はインターネット配信。
- 米内佑希＆武内駿輔の「クラフト兄弟」（2017年 - 、GYAO!※）
- AMADEUS PLAYGROUND（2018年 - 、ニコニコ生放送〈ニコニコチャンネル〉※）[322]

### テレビドラマ
- 藤子・F・不二雄 SF短編ドラマ『メフィスト惨歌』（2023年4月9日、BSプレミアム・BS4K） - 高級車の男 役
- ACMA:GAME 第5話 - （2024年5月5日 - 6月9日、日本テレビ） - ゲーム会場の場内アナウンス 役[323]

### ナレーション
- ズームイン!!サタデー（2022年4月2日 - 2025年3月29日、「ズムサタのわくわく」ナレーション）[324]
- ヴィランの言い分[325]
- SAND LAND（予告編ナレーション）[326]
- フォールガイ（予告編ナレーション）[327]
- もしも徳川家康が総理大臣になったら（予告編ナレーション）[328]
- トミプラワールド のりのりタイムズ!![329]

### CM・PV
- Animelo Summer Live 2014 BD（ナレーション[330]）
- スマートフォンゲーム「ニューワールド」PV（ナレーション）
- オルタンシア・サーガ –蒼の騎士団- 受け継がれしもの篇 CM（ナレーション）
- テレビCM マルイノアニメ「猫がくれたまぁるいしあわせ」（2017年、中野マキオ[331]）
- 真・群青戦記 新連載PV（2021年、ミチロウ、真田源三郎信之、ナレーション[332]）
- デブでブタ扱いされてた底辺女が、学校一の不良男子に、メンチを切られたりお弁当を作られたり告白されたりする話 PV（2021年、黒瀬アキラ[333]）
- 俺だけレベルが上がる世界で悪徳領主になっていた スペシャルPV（2022年、ナレーション[334]）
- 太陽よりも眩しい星 スペシャルPV（2023年、神城光輝[335]）

### 舞台
- 劇団ヘロヘロQカムパニー「立て！マジンガーZ!!」（2022年11月30日、こくみん共済 coop ホール／スペース・ゼロ） - 日替わりゲスト[336]
- LIAR GAME murder mystery「首切りホテル 〜最後の夜宴〜」（2024年6月16日、飛行船シアター）[337]

### 朗読劇
- ニッポン朗読アカデミー
  - 真夏の朗読フェスティバル!（2014年8月10日、東京芸術劇場 シアターイースト）
  - 課外授業「朗読劇TARO〜語り継がれし物語・異聞〜」（2016年11月2日・5日、DDD AOYAMA CROSS THEATER）
  - 課外授業「シンデレラ裁判〜愛は赤い毒〜」（2017年5月24日、文化放送メディアプラスホール）
  - 朗読劇「謎解きはディナーのあとで」（2017年11月25日・12月2日、ニッポン放送 イマジンスタジオ）
- 第14回 81LIVE SALON「〜声瞬〜拗らせ病の処方箋 produce by motokichi」（2016年5月14日、81ライブサロン）
- 声の優れた俳優によるドラマリーディング
  - 日本文学名作選 第二弾「三四郎／門」（2016年12月1日・8日、TOKYO FM HALL）
  - 日本文学名作選 第三弾「こゝろ」（2017年2月17日、東京グローブ座）
  - 日本文学名作選 第四弾「三四郎／門」「それから」（2017年2月17日、紀伊國屋サザンシアター TAKASHIMAYA）
  - 日本文学名作選 第五弾「銀河鉄道の夜」（2017年10月18日、TOKYO FM HALL）
- 朗読劇「おみくじ四兄弟」 
  - 春はおむすび!（2019年4月7日、ひの煉瓦ホール、志季 役[338]）
  - 冬の探偵はローストビーフがお好き（2019年12月21日、チームスマイル豊洲PIT、志季 役[339]）
  - 秋の大冒険はフォーチュンクッキーとともに（2020年10月11日、生配信公演、志季 役[340]）
- プレミアム音楽朗読劇VOICARION XVII「スプーンの盾」（2023年12月15日、シアタークリエ） - アントナン・カレーム役

### その他コンテンツ
- オーディオドラマ『アイドルマスター シンデレラガールズ「NO MAKE」』（2015年、プロデューサー）
- サンリオキャラクター「フラガリアメモリーズ」(2023年、バドバルマ[341])
- おみくじ四兄弟（2016年 - 2021年、KIKI by VOICE Newtype、志季）
- 特別展『ボストン美術館浮世絵名品展 鈴木春信』（2017年11月3日 - 2018年1月21日、千葉市美術館。4月24日 - 6月24日、あべのハルカス美術館。7月7日 - 8月26日、福岡市博物館） - 音声ガイドナビゲーター
- 特別展『横浜美術館開館30周年記念 生誕150年・没後80年記念 原三溪の美術　伝説の大コレクション』 （2019年7月14日 - 9月1日、横浜美術館） - 音声ガイドナビゲーター[342]
- 日立 世界・ふしぎ発見!（ボイスオーバー）
- STORY LIVE 武内駿輔 『笛を吹く家』（2020年10月26日、ミクサライブ東京 ホールミクサ）[343]
- Hello!! LEOSTUDIO（2022年、瀧沢凌牙[344]）
- 富岡製糸場音声ガイドアプリ 西置繭所メインガイド（2022年、日本語案内役[345]）
- さようなら竜生、こんにちは人生 ボイスドラマ（2024年、ドラン）
- ザ・ヴィランズ・ハロウィーン“Into the Frenzy”（2024年、ガストン）

## ディスコグラフィ

### 歌手参加作品
| 発売日         | 商品名         | 歌      | 楽曲               | 備考 |
| -------------- | -------------- | ------- | ------------------ | ---- |
| 2018年7月6日   | O.M.C.         | AMADEUS | 「O.M.C.」         |      |
| 2018年9月15日  | You Make Me ↑  | AMADEUS | 「You Make Me ↑」  |      |
| 2019年4月5日   | HOLD ME        | AMADEUS | 「HOLD ME」        |      |
| 2019年5月23日  | Phantom Smoke  | AMADEUS | 「Phantom Smoke」  |      |
| 2019年11月21日 | COLD RAIN      | AMADEUS | 「COLD RAIN」      |      |
| 2020年5月4日   | it's okay      | AMADEUS | 「it's okay」      |      |
| 2020年7月20日  | Drunk in Love  | AMADEUS | 「Drunk in Love」  |      |
| 2020年8月12日  | CREAM SODA     | AMADEUS | 「CREAM SODA」     |      |
| 2020年10月10日 | REASON         | AMADEUS | 「REASON」         |      |
| 2021年01月16日 | COLD RAIN 2021 | AMADEUS | 「COLD RAIN 2021」 |      |

### 楽曲提供
| 歌手名        | 曲名                         | 収録（初出のみ）        | 年     | 作詞       | 作曲       | 編曲     |
| ------------- | ---------------------------- | ----------------------- | ------ | ---------- | ---------- | -------- |
| 楠木ともり    | よりみち                     | アルバム『narrow』      | 2021年 | 楠木ともり | 楠木ともり | 武内駿輔 |
| Photon Maiden | 4 Challenges (AMADEUS REMIX) | アルバム『4 phenomena』 | 2022年 | 佐高陵平   | 佐高陵平   | AMADEUS  |

### キャラクターソング
| 発売日   | 商品名                                                                                             | 歌 | 楽曲                                                   | 備考                                                                                   |
| 2016年   | 2016年                                                                                             | 2016年 | 2016年                                                 | 2016年                                                                                 |
| -------- | -------------------------------------------------------------------------------------------------- | --- | ------------------------------------------------------ | -------------------------------------------------------------------------------------- |
| 4月27日  | 劇場版 KING OF PRISM by PrettyRhythm Song&Soundtrack                                               | 仁科カヅキ（増田俊樹）、大和アレクサンダー（武内駿輔） | 「EZ DO DANCE -K.O.P. REMIX-」                         | 劇場アニメ『KING OF PRISM by PrettyRhythm』挿入歌                                      |
| 8月31日  | KING OF PRISM Music Ready Sparking! アニミュゥモ限定購入特典CD                                     | 大和アレクサンダー（武内駿輔） | 「EZ DO DANCE -K.O.P. REMIX-」                         | 劇場アニメ『KING OF PRISM by PrettyRhythm』関連曲                                      |
| 10月28日 | SolidSシリーズ QUELL「BELIEVER -祈り-」                                                            | QUELL | 「BELIEVER〜祈り〜」 「時を越えて」 「HIKARI」         | キャラクターCD『SQ』関連曲                                                             |
| 11月30日 | バラエティCD 金色のコルダ4 JOYFUL2                                                                 | 須永巧（武内駿輔） | 「JOYFUL」 「SWEET LESSON」                            | ゲーム『金色のコルダ4』関連曲                                                          |
| 12月7日  | ナンバカ看守SONGS                                                                                  | 五代大和（武内駿輔） | 「日本男児の志」                                       | テレビアニメ『ナンバカ』関連曲                                                         |
| 2017年   | | |                                                        |                                                                                        |
| 1月25日  | モブサイコ100 ドラマCD サイキックヒューマンショー                                                  | 肉体改造部 | 「肉改ファイッ！〜肉体改造部の歌〜」                   | テレビアニメ『モブサイコ100』関連曲                                                    |
| 3月24日  | SQ X Lied vol.1 志季&柊羽                                                                          | 和泉柊羽（武内駿輔） | 「End of Night」                                       | キャラクターCD『SQ』関連曲                                                             |
| 5月17日  | ☆2nd SHOW TIME 7☆ 空閑×虎石×北原&北原×南條                                                         | 北原廉（梅原裕一郎）、南條聖（武内駿輔） | 「REFLECTION」                                         | テレビアニメ『スタミュ』第2期関連曲                                                    |
| 5月26日  | SQ ユニットソング「表裏」シリーズ 表QUELL                                                          | QUELL | 「WING」                                               | キャラクターCD『SQ』関連曲                                                             |
| 5月26日  | DAME×PRINCE キャラクターCDシリーズ リオット編                                                      | リオット（武内駿輔） | 「騎士の掟」                                           | ゲーム『DAME×PRINCE』関連曲                                                            |
| 6月7日   | ☆2nd SHOW TIME 10☆ 星谷×鳳×柊&揚羽×蜂矢×北原×南條                                                  | 揚羽陸（島﨑信長）、蜂矢聡（高梨謙吾）、北原廉（梅原裕一郎）、南條聖（武内駿輔） | 「Storytellers」                                       | テレビアニメ『スタミュ』第2期関連曲                                                    |
| 6月21日  | ☆2nd SHOW TIME 12☆ team鳳&team柊&揚羽×蜂矢×北原×南條&オールキャスト                                | 揚羽陸（島﨑信長）、蜂矢聡（高梨謙吾）、北原廉（梅原裕一郎）、南條聖（武内駿輔） | 「Gift」                                               | テレビアニメ『スタミュ』第2期関連曲                                                    |
| 6月21日  | ☆2nd SHOW TIME 12☆ team鳳&team柊&揚羽×蜂矢×北原×南條&オールキャスト                                | オールキャスト | 「Gift 〜カーテンコール〜」                            | テレビアニメ『スタミュ』第2期関連曲                                                    |
| 6月28日  | A3! First AUTUMN EP                                                                                | 秋組 | 「oneXone」                                            | ゲーム『A3!』関連曲                                                                    |
| 6月28日  | A3! First AUTUMN EP                                                                                | ルチアーノ［摂津万里（沢城千春）］、ランスキー［兵頭十座（武内駿輔）］ | 「一夜限りの相棒」                                     | ゲーム『A3!』関連曲                                                                    |
| 6月28日  | A3! First AUTUMN EP                                                                                | 兵頭十座（武内駿輔） | 「LONER」                                              | ゲーム『A3!』関連曲                                                                    |
| 6月30日  | SQ QUELL vol.2「I saw a rainbow」                                                                  | QUELL | 「Seafloor」 「砕かれた霞」 「蒼い水」                 | キャラクターCD『SQ』関連曲                                                             |
| 8月25日  | SQ ユニットソング「表裏」シリーズ 裏QUELL                                                          | QUELL | 「NEMOPHILA」                                          | キャラクターCD『SQ』関連曲                                                             |
| 9月9日   | イベント限定CD「ネオロマンス・フェスタ 金色のコルダ 星奏学院祭6 〜forever forever〜」              | 須永巧（武内駿輔） | 「VERY BERRY」                                         | ゲーム『金色のコルダ4』関連曲                                                          |
| 9月20日  | アニドルカラーズ Clarity 1st Single                                                                | Clarity | 「Trip x Trap」 「Delicious night!」                   | ゲーム『アニドルカラーズ』関連曲                                                       |
| 9月20日  | アニドルカラーズ 7Colors & Clarity 1st Single Solo CD（きゃにめ連動購入特典）                      | 寿秋誉（武内駿輔） | 「Trip x Trap」                                        | ゲーム『アニドルカラーズ』関連曲                                                       |
| 9月27日  | KING OF PRISM -PRIDE the HERO- Song&Soundtrack                                                     | 香賀美タイガ（畠中祐）、大和アレクサンダー（武内駿輔） | 「EZ DO DANCE -THUNDER STORM ver.-」                   | 劇場アニメ『KING OF PRISM -PRIDE the HERO-』挿入歌                                     |
| 9月27日  | ボーイフレンド（仮）プロジェクト ミュージックアルバム 星蘭学院                                     | 星蘭生徒会 | 「way to the STAR」                                    | ゲーム『ボーイフレンド（仮）きらめき☆ノート』関連曲                                    |
| 9月27日  | ボーイフレンド（仮）プロジェクト ミュージックアルバム 星蘭学院                                     | 戌亥幸太朗（武内駿輔） | 「WILD BEAST」                                         | ゲーム『ボーイフレンド（仮）きらめき☆ノート』関連曲                                    |
| 9月27日  | ボーイフレンド（仮）プロジェクト ミュージックアルバム 星蘭学院                                     | 星蘭学院 | 「☆ Make Your Stage」                                  | ゲーム『ボーイフレンド（仮）きらめき☆ノート』関連曲                                    |
| 10月20日 | Because you are                                                                                    | QUELL | 「Because you are」                                    | テレビアニメ『TSUKIPRO THE ANIMATION』主題歌                                           |
| 11月1日  | A3! Blooming AUTUMN EP                                                                             | 風間銀二［古市左京（帆世雄一）］、龍田謙［兵頭十座（武内駿輔）］ | 「BUZAMA」                                             | ゲーム『A3!』関連曲                                                                    |
| 2018年   | | |                                                        |                                                                                        |
| 1月26日  | TSUKIPRO THE ANIMATION BD・DVD第2巻特典CD                                                          | QUELL | 「小さな世界」                                         | テレビアニメ『TSUKIPRO THE ANIMATION』エンディングテーマ                               |
| 2月14日  | 錯乱テリトリー from 俺様レジデンス                                                                 | 西園寺藤（武内駿輔）、西園寺藍（八代拓）、西園寺玄（斉藤壮馬） | 「錯乱テリトリー」                                     | ドラマCD『俺様レジデンス -西園寺三兄弟-』主題歌                                        |
| 2月14日  | 錯乱テリトリー from 俺様レジデンス                                                                 | 西園寺藤（武内駿輔） | 「錯乱テリトリー」                                     | ドラマCD『俺様レジデンス -西園寺三兄弟-』主題歌                                        |
| 3月21日  | バラエティCD 金色のコルダ スペシャル 『SEI☆SO☆GAKUIN』アイドル奮闘記 〜豪華絢爛♪アイドル饗宴無双〜 | 須永巧（武内駿輔）、小倉宗一郎（野島裕史） | 「SWEET†BITTER」                                       | ゲーム『金色のコルダ4』関連曲                                                          |
| 3月23日  | TSUKIPRO THE ANIMATION BD・DVD第4巻特典CD                                                          | QUELL | 「Above the best」                                     | テレビアニメ『TSUKIPRO THE ANIMATION』エンディングテーマ                               |
| 3月28日  | ポプテピピック ALL TIME BEST                                                                       | ポプ子（赤羽根健治）、ピピ美（武内駿輔） | 「POPPY PAPPY DAY」 「POPPY PAPPY DAY（Route66 Mix）」 | テレビアニメ『ポプテピピック』エンディングテーマ                                       |
| 3月28日  | ポプテピピック ALL TIME BEST                                                                       | ポプ子（赤羽根健治）、ピピ美（武内駿輔） | 「恋して♡ポプテピピック」 「LET'S POP TOGETHER」       | テレビアニメ『ポプテピピック』挿入歌                                                   |
| 3月28日  | ポプテピピック ALL TIME BEST                                                                       | おりこうモンキーズ | 「オリコうんナンバーワン」 「売れたいモンキーズ」      | テレビアニメ『ポプテピピック』挿入歌                                                   |
| 3月30日  | Promise                                                                                            | テオ（前野智昭）、リオット（武内駿輔）、クロム（竹本英史） | 「Promise」                                            | テレビアニメ『ダメプリ ANIME CARAVAN』エンディングテーマ                               |
| 5月16日  | パラダイムボックス                                                                                 | 式島律（沢城千春）、佐竹笙悟（武内駿輔） | 「パラダイムボックス」                                 | テレビアニメ『Caligula -カリギュラ-』オープニングテーマ                                |
| 5月18日  | TSUKIPRO THE ANIMATION BD・DVD第6巻特典CD                                                          | QUELL | 「ありがとう」                                         | テレビアニメ『TSUKIPRO THE ANIMATION』エンディングテーマ                               |
| 6月6日   | KING OF PRISM RUSH SONG COLLECTION -RED NIGHT VAMPIRE-                                             | 大和アレクサンダー（武内駿輔）、涼野ユウ（内田雄馬）、十王院カケル（八代拓） | 「レッドナイト・ヴァンパイア」                         | ゲーム『KING OF PRISM プリズムラッシュ！LIVE』関連曲                                   |
| 6月6日   | KING OF PRISM RUSH SONG COLLECTION -RED NIGHT VAMPIRE-                                             | 如月ルヰ（蒼井翔太）、大和アレクサンダー（武内駿輔） | 「StarvedForYou」                                      | ゲーム『KING OF PRISM プリズムラッシュ！LIVE』関連曲                                   |
| 6月15日  | TSUKIPRO THE ANIMATION BD・DVD第7巻特典CD                                                          | SOARA、Growth、SolidS、QUELL | 「Dear Dreamer,」                                      | テレビアニメ『TSUKIPRO THE ANIMATION』エンディングテーマ                               |
| 7月4日   | セカイ系バラエティ 僕声 サウンドトラック                                                           | BELLWETHER | 「笑止」                                               | バラエティ番組『セカイ系バラエティ 僕声』関連曲                                        |
| 7月27日  | SQ QUELL RE:START シリーズ1                                                                        | 和泉柊羽（武内駿輔）、堀宮英知（西山宏太朗） | 「Hidden Eclipse」                                     | キャラクターCD『SQ』関連曲                                                             |
| 10月24日 | スタミュ in ハロウィン BD・DVD特典CD                                                               | 揚羽陸（島﨑信長）、蜂矢聡（高梨謙吾）、南條聖（武内駿輔）、早乙女律（置鮎龍太郎）、双葉大我（保志総一朗） | 「Wanna be Scream?」                                   | OVA『スタミュ in ハロウィン』挿入歌                                                    |
| 10月26日 | SQ QUELL 花鳥風月「月」編                                                                          | 和泉柊羽（武内駿輔） | 「Pale Moonlight」                                     | キャラクターCD『SQ』関連曲                                                             |
| 11月7日  | A3! VIVID AUTUMN EP                                                                                | 秋組 | 「SECOND SHOT」                                        | ゲーム『A3!』関連曲                                                                    |
| 11月23日 | KING OF PRISM Rose Party 2018 アニミュゥモ特典CD                                                   | 一条シン（寺島惇太）、太刀花ユキノジョウ（斉藤壮馬）、十王院カケル（八代拓）、香賀美タイガ（畠中祐）、西園寺レオ（永塚拓馬）、鷹梁ミナト（五十嵐雅）、涼野ユウ（内田雄馬）、如月ルヰ（蒼井翔太）、大和アレクサンダー（武内駿輔） | 「ドラマチックLOVE Rose Party 2018 Ver」               | 劇場アニメ『KING OF PRISM by PrettyRhythm』関連曲                                      |
| 11月30日 | SQ QUELL RE:START シリーズ3                                                                        | QUELL | 「Angel's Ladder」                                     | キャラクターCD『SQ』関連曲                                                             |
| 12月21日 | ゾンビランドサガ BD第1巻特典CD                                                                     | サガ・アーケードラッパーズ | 「サガ・アーケードラップ」                             | テレビアニメ『ゾンビランドサガ』挿入歌                                                 |
| 12月21日 | アニドルカラーズ Clarity 2nd Single                                                                | Clarity | 「TEMPTATION’S KISS」                                  | ゲーム『アニドルカラーズ』関連曲                                                       |
| 12月21日 | ソロVer.                                                                                           | 寿秋誉（武内駿輔） | 「TEMPTATION’S KISS」                                  | ゲーム『アニドルカラーズ』関連曲                                                       |
| 2019年   | | |                                                        |                                                                                        |
| 1月25日  | SQ QUELL RE:START シリーズ4                                                                        | 和泉柊羽（武内駿輔）、久我壱星（仲村宗悟） | 「Diamond Dust」                                       | キャラクターCD『SQ』関連曲                                                             |
| 3月13日  | KING OF PRISM RUSH SONG COLLECTION-STAR MASQUERADE-                                                | 速水ヒロ（前野智昭）、大和アレクサンダー（武内駿輔） | 「masquerade -STAR MASQUERADEver.-」                   | ゲーム『KING OF PRISM プリズムラッシュ！LIVE』関連曲                                   |
| 3月13日  | KING OF PRISM RUSH SONG COLLECTION-STAR MASQUERADE-                                                | 大和アレクサンダー（武内駿輔）、高田馬場ジョージGS（小林竜之） | 「JOKER JOKER」                                        | ゲーム『KING OF PRISM プリズムラッシュ！LIVE』関連曲                                   |
| 3月13日  | KING OF PRISM RUSH SONG COLLECTION-STAR MASQUERADE- アニミュゥモ特典CD                             | 大和アレクサンダー（武内駿輔） | 「masquerade」                                         | ゲーム『KING OF PRISM プリズムラッシュ！LIVE』関連曲                                   |
| 3月13日  | TV アニメーション W'z《ウィズ》キャラクターソング・アルバム                                        | ミドリ（増田俊樹）、セバ（武内駿輔） | 「eclat stupide」                                      | TV アニメ『W'z《ウィズ》』関連曲                                                       |
| 3月13日  | TV アニメーション W'z《ウィズ》キャラクターソング・アルバム                                        | セバ（武内駿輔） | 「eclat stupide by セバ version (yuzen remix)」        | TV アニメ『W'z《ウィズ》』関連曲                                                       |
| 3月27日  | BLACK OUT/HAPPY ENTERTAINER 〜ゆめライブCD 黒寮VS白寮〜                                            | 竜ヶ崎仁（武内駿輔）、槙千鶴（土岐隼一）、志部谷幽（畠中祐）、牛若湊（中島ヨシキ） | 「BLACK OUT」                                          | ゲーム『DREAM!ing』関連曲                                                              |
| 3月27日  | BLACK OUT/HAPPY ENTERTAINER 〜ゆめライブCD 黒寮VS白寮〜                                            | 望月悠馬（島﨑信長）、花房柳（古川慎）、新兎千里（花江夏樹）、 獅子丸孝臣（内田雄馬）、針宮藤次（豊永利行）、三毛門紫音（蒼井翔太）、 虎澤一生（深町寿成）、浅霧巳影（立花慎之介）、柴咲真也（山口智広）、 白華時雨（小林裕介）、竜ヶ崎仁（武内駿輔）、槙千鶴（土岐隼一）、志部谷幽（畠中祐）、牛若湊（中島ヨシキ）、久磨凛太朗（柿原徹也）、ビアンキ由仁（天野七瑠） | 「TAKE A DREAM!!(特進生集合Ver.)」                     | ゲーム『DREAM!ing』関連曲                                                              |
| 4月26日  | SQ QUELL RE:START シリーズ6                                                                        | QUELL | 「Double Shooting Stars」                              | キャラクターCD『SQ』関連曲                                                             |
| 6月28日  | CRAZY×ALIVE!!                                                                                      | 西園寺藤（武内駿輔）、西園寺藍（八代拓）、西園寺玄（斉藤壮馬）、有栖川一悦（木村良平）、有栖川二巴（前野智昭）、有栖川三織（石川界人） | 「CRAZY×ALIVE!!」                                      | ドラマCD『俺様レジデンス CRAZY×ALIVE!!』主題歌                                         |
| 6月28日  | CRAZY×ALIVE!!                                                                                      | 西園寺藤（武内駿輔） | 「CRAZY×ALIVE!!」                                      | ドラマCD『俺様レジデンス CRAZY×ALIVE!!』関連曲                                         |
| 7月3日   | セカイ系バラエティ 僕声シーズン2 サウンドトラック                                                  | BELLWETHER | 「正座して痺れた」                                     | バラエティ番組『セカイ系バラエティ 僕声 シーズン2』関連曲                              |
| 7月10日  | ☆3rd SHOW TIME 2☆ 鳳×揚羽×北原&揚羽×蜂矢×北原×南條                                                 | 揚羽陸（島﨑信長）、蜂矢聡（高梨謙吾）、北原廉（梅原裕一郎）、南條聖（武内駿輔） | 「ミス★キャスティング」                                | テレビアニメ『スタミュ』第3期関連曲                                                    |
| 7月17日  | ☆3rd SHOW TIME 3☆ 入夏将志&team漣                                                                  | team漣 | 「未来派OUTCOME」                                      | テレビアニメ『スタミュ』第3期関連曲                                                    |
| 7月24日  | A3! BRIGHT AUTUMN EP                                                                               | ブラッド［兵頭十座（武内駿輔）］、ヒューイ［伏見臣（熊谷健太郎）］ | 「Muddy Hero」                                         | ゲーム『A3!』関連曲                                                                    |
| 7月24日  | A3! BRIGHT AUTUMN EP                                                                               | 秋組 | 「Ever☆Blooming!」                                     | ゲーム『A3!』関連曲                                                                    |
| 7月24日  | KING OF PRISM -Shiny Seven Stars- マイソングシングルシリーズ 大和アレクサンダー                    | 大和アレクサンダー（武内駿輔） | 「survival dAnce〜no no cry more〜」                   | テレビアニメ『KING OF PRISM -Shiny Seven Stars-』挿入歌                                |
| 7月24日  | KING OF PRISM -Shiny Seven Stars- マイソングシングルシリーズ 大和アレクサンダー                    | 大和アレクサンダー（武内駿輔） | 「Silver and Gold dance」                              | テレビアニメ『KING OF PRISM -Shiny Seven Stars-』エンディングテーマ                    |
| 7月29日  | アナと雪の女王 オリジナル・サウンドトラック -デラックス・エディション-                             | オラフ（武内駿輔） | 「あこがれの夏」                                       | アニメ映画『アナと雪の女王』挿入歌                                                     |
| 7月29日  | パーフェクト・デイ 〜特別な一日〜                                                                  | アナ（神田沙也加）、エルサ（松たか子）、オラフ（武内駿輔）、クリストフ（原慎一郎）、オーケン（北川勝博） | 「パーフェクト・デイ 〜特別な一日〜」                  | アニメ映画『アナと雪の女王 エルサのサプライズ』挿入歌                                  |
| 7月29日  | アナと雪の女王/家族の思い出 オリジナル・サウンドトラック                                           | アナ（神田沙也加）、エルサ（松たか子）、オラフ（武内駿輔） | 「お祝いの鐘」                                         | アニメ映画『アナと雪の女王/家族の思い出』挿入歌                                        |
| 7月29日  | アナと雪の女王/家族の思い出 オリジナル・サウンドトラック                                           | オラフ（武内駿輔）、エルサ（松たか子）、アナ（神田沙也加）、キャスト | 「お祝いをしよう」                                     | アニメ映画『アナと雪の女王/家族の思い出』挿入歌                                        |
| 7月29日  | アナと雪の女王/家族の思い出 オリジナル・サウンドトラック                                           | アナ（神田沙也加）、エルサ（松たか子）、オラフ（武内駿輔）、クリストフ（原慎一郎） | 「あなたといるだけで」                                 | アニメ映画『アナと雪の女王/家族の思い出』挿入歌                                        |
| 7月31日  | ☆3rd SHOW TIME 5☆ 北原×南條&月皇×空閑                                                              | 北原廉（梅原裕一郎）、南條聖（武内駿輔） | 「FIND OUT」                                           | テレビアニメ『スタミュ』第3期挿入歌                                                    |
| 8月7日   | ☆3rd SHOW TIME 6☆ team鳳×team柊×team楪×team漣&那雪シスターズ                                       | team鳳、team柊、team楪、team漣 | 「Magic Time Maker」                                   | テレビアニメ『スタミュ』第3期挿入歌                                                    |
| 9月18日  | ☆3rd SHOW TIME 12☆ team辰己&team星谷&team2年生                                                     | team星谷 | 「高校星歌劇-オンステージ-」                           | テレビアニメ『スタミュ』第3期挿入歌                                                    |
| 9月18日  | ☆3rd SHOW TIME 12☆ team辰己&team星谷&team2年生                                                     | 星谷悠太（花江夏樹）、那雪透（小野賢章）、月皇海斗（ランズベリー・アーサー）、天花寺翔（細谷佳正）、空閑愁（前野智昭）、辰己琉唯（岡本信彦）、申渡栄吾（内田雄馬）、戌峰誠士郎（興津和幸）、虎石和泉（KENN）、卯川晶（松岡禎丞）、揚羽陸（島﨑信長）、蜂矢聡（高梨謙吾）、北原廉（梅原裕一郎）、南條聖（武内駿輔）                                                    | 「我ら、綾薙学園華桜会〜NEXT STAGE〜」                 | テレビアニメ『スタミュ』第3期エンディングテーマ                                        |
| 9月27日  | SQ「CARDS」シリーズ1巻QUELL「CLUB」                                                                | QUELL | 「Club the Cage」 「水性のクローバー」                 | キャラクターCD『SQ』関連曲                                                             |
| 11月22日 | アナと雪の女王2 オリジナル・サウンドトラック                                                       | アナ（神田沙也加）、エルサ（松たか子）、オラフ（武内駿輔）、クリストフ（原慎一郎） | 「ずっとかわらないもの」                               | アニメ映画『アナと雪の女王2』挿入歌                                                    |
| 11月22日 | アナと雪の女王2 オリジナル・サウンドトラック                                                       | オラフ（武内駿輔） | 「おとなになったら」                                   | アニメ映画『アナと雪の女王2』挿入歌                                                    |
| 12月18日 | A3! MIX SEASONS LP                                                                                 | ワトソン［兵頭九門（畠中祐）］、モラン［兵頭十座（武内駿輔）］ | 「Qと銃」                                              | ゲーム『A3!』関連曲                                                                    |
| 2020年   | | |                                                        |                                                                                        |
| 3月25日  | LOVEグラフィティ                                                                                   | KING OF PRISM ALL STARS | 「ドラマチックLOVE -ALLSTARS THANKS ver.-」            | 劇場アニメ『KING OF PRISM ALL STARS -プリズムショー☆ベストテン-』関連曲                |
| 4月3日   | PLANET HERO/ゴー！爆丸ブロー！                                                                     | ダン・クーソー（高橋李依）、ドラゴノイド（武内駿輔） | 「PLANET HERO」                                        | Webアニメ『爆丸アーマードアライアンス』オープニングテーマ                              |
| 4月3日   | PLANET HERO/ゴー！爆丸ブロー！                                                                     | ダン・クーソー（高橋李依）、ドラゴノイド（武内駿輔） | 「ゴー！爆丸ブロー！」                                 | Webアニメ『爆丸アーマードアライアンス』エンディングテーマ                              |
| 7月22日  | DREAM!ing ゆめライブ side BLACK                                                                    | 竜ヶ崎仁（武内駿輔）、槙千鶴（土岐隼一） | 「威信伝心」                                           | ゲーム『DREAM!ing』関連曲                                                              |
| 7月31日  | SQ「CARDS」シリーズ3巻 QUELL「HEART」                                                              | QUELL | 「Love You Forever」 「愛の希望」                      | キャラクターCD『SQ』関連曲                                                             |
| 8月28日  | Dear Dreamer, ver.QUELL                                                                            | QUELL | 「Dear Dreamer,」                                      | テレビアニメ『TSUKIPRO THE ANIMATION』関連曲                                           |
| 11月25日 | ZERO LIMIT/Thawing                                                                                 | 秋組 | 「ZERO LIMIT」                                         | テレビアニメ『A3!』エンディングテーマ                                                  |
| 12月23日 | アクダマドライブ キャラクターソングミニアルバム                                                    | 喧嘩屋（武内駿輔）、チンピラ（木村昴） | 「Strike it!!」                                        | テレビアニメ『アクダマドライブ』関連曲                                                 |
| 12月25日 | 華Doll*2nd season INCOMPLICA:IU 〜Univers〜                                                        | Loulou*di | 「Empty Dream」 「Addictive Whispering」               | キャラクターCD『華Doll*』関連曲                                                        |
| 2021年   | | |                                                        |                                                                                        |
| 1月8日   | KING OF PRISM BEST ALBUM "Music Goes On!"                                                          | DJ.COO（森久保祥太郎）、仁科カヅキ（増田俊樹）、大和アレクサンダー（武内駿輔）、香賀美タイガ（畠中祐） | 「EZ DO DANCE -STREET BATTLE ver.-」                   | 『KING OF PRISM』シリーズ関連曲                                                        |
| 3月3日   | 金色のコルダ スターライトオーケストラ 1 Start Up〜星奏学院〜                                       | 成宮智治（武内駿輔） | 「Awesome Blossom」                                    | ゲーム『金色のコルダ スターライトオーケストラ』関連曲                                  |
| 3月26日  | SQ 「Neo X Lied」vol.4 大&柊羽                                                                     | 村瀬大（梅原裕一郎）、和泉柊羽（武内駿輔） | 「音のLOOP」                                           | キャラクターCD『SQ』関連曲                                                             |
| 6月25日  | 華Doll* 2nd season INCOMPLICA:IU〜Univers〜                                                        | Loulou*di | 「Final Direction」 「Butterfly Knife」                | キャラクターCD『華Doll*』関連曲                                                        |
| 7月9日   | YOUR FREEDOM                                                                                       | QUELL | 「YOUR FREEDOM」                                       | テレビアニメ『TSUKIPRO THE ANIMATION 2』主題歌                                         |
| 7月30日  | 東京カラーソニック!! Prologue                                                                      | 小宮山嵐（千葉翔也）、宝田伊織（斉藤壮馬）、瀬文永久（梶原岳人）、倉橋海吏（武内駿輔） | 「Begin on buddy」                                     | キャラクターCD『東京カラーソニック!!』関連曲                                           |
| 11月26日 | TSUKIPRO THE ANIMATION2 BD・DVD第1巻特典CD                                                         | QUELL | 「僕を誘う声」                                         | テレビアニメ『TSUKIPRO THE ANIMATION2』エンディングテーマ                              |
| 12月24日 | TSUKIPRO THE ANIMATION2 BD・DVD第3巻特典CD                                                         | 大原空（豊永利行）、宗像廉（村田太志）、七瀬望（沢城千春）、世良里津花（花江夏樹）、村瀬大（梅原裕一郎）、和泉柊羽（武内駿輔）、堀宮英知（西山宏太朗） | 「神解けに当たる時」                                   | テレビアニメ『TSUKIPRO THE ANIMATION2』エンディングテーマ                              |
| 2022年   | | |                                                        |                                                                                        |
| 2月25日  | TSUKIPRO THE ANIMATION2 BD・DVD第5巻特典CD                                                         | QUELL | 「夜通しの黙考」                                       | テレビアニメ『TSUKIPRO THE ANIMATION2』エンディングテーマ                              |
| 3月25日  | TSUKIPRO THE ANIMATION2 BD・DVD第6巻特典CD                                                         | 大原空（豊永利行）、藤村衛（寺島惇太）、篁志季（江口拓也）、和泉柊羽（武内駿輔） | 「Element」                                            | テレビアニメ『TSUKIPRO THE ANIMATION2』エンディングテーマ                              |
| 2023年   | | |                                                        |                                                                                        |
| 4月21日  | アオペラ -aoppella!?-5                                                                             | VadLip | 「King Of Voxxx」                                      | 『アオペラ -aoppella!?-』関連曲                                                        |
| 9月27日  | アオペラ -aoppella!?-5.5                                                                           | リルハピ、FYA'M'、VadLip | 「5+6+6=Voice to Voice」                               | 『アオペラ -aoppella!?-』関連曲                                                        |
| 9月27日  | アオペラ -aoppella!?-5.5                                                                           | VadLip | 「5+6+6=Voice to Voice -Vad Rule-」                    | 『アオペラ -aoppella!?-』関連曲                                                        |
| 2025年   | | |                                                        |                                                                                        |
| 5月12日  | 勇者宇宙ソーグレーダー 第2巻CD付特装版                                                             | 歌：玉置成実 / 台詞：ソーグ（武内駿輔） | 「あしたの勇気に陽は昇る〈異元VOICE入り〉」            | 漫画『勇者宇宙ソーグレーダ』主題歌                                                     |
| 7月7日   | 使命は赤きセレナーデ                                                                               | バンド・スナッチ | 「使命は赤きセレナーデ」                               | テレビアニメ『プリンセッション・オーケストラ』エンディングテーマ                       |
| 8月20日  | 『KING OF PRISM-Your Endless Call-み〜んなきらめけ！プリズム☆ツアーズ』Song Collection             | TRI-UMviratuS | 「Feel Like dance -TRI-UMviratuS ver.-」               | 劇場アニメ『KING OF PRISM-Your Endless Call-み〜んなきらめけ!プリズム☆ツアーズ』挿入歌 |

### その他参加作品
| 発売日         | 商品名                                                                   | 歌 | 楽曲                                                                           | 備考                                    |
| -------------- | ------------------------------------------------------------------------ | --- | ------------------------------------------------------------------------------ | --------------------------------------- |
| 2015年12月25日 | Dance with Devils ミュージカルコレクション「Dance with Destinies」       | Grimoire ensemble                                                                                                  | 「闇の花嫁」 「夜は明けない」 「闇の花嫁（Reprise）」 「闇の花嫁（Overture）」 | テレビアニメ『Dance with Devils』挿入歌 |
| 2018年9月19日  | Disney 声の王子様 Voice Stars Dream Selection                            | 武内駿輔 | 「フレンド・ライク・ミー」                                                     |                                         |
| 2018年9月19日  | Disney 声の王子様 Voice Stars Dream Selection                            | 石川界人、上村祐翔、江口拓也、小野賢章、佐藤拓也、武内駿輔、畠中祐、羽多野渉、花江夏樹、日野聡、前野智昭、山下大輝 | 「ミッキーマウス・マーチ」                                                     |                                         |
| 2018年9月19日  | Disney 声の王子様 Voice Stars Dream Selection (Amazonオリジナル特典ver.) | 武内駿輔 | 「ミッキーマウス・マーチ」                                                     |                                         |
| 2019年11月22日 | Disney 声の王子様 Voice Stars Dream Live 2019 特典CD                     | 佐藤拓也、武内駿輔、日野聡、前野智昭                                                                               | 「ゼロ・トゥ・ヒーロー」                                                       |                                         |
| 2019年11月22日 | Disney 声の王子様 Voice Stars Dream Live 2019 特典CD                     | 石川界人、上村祐翔、江口拓也、小野賢章、佐藤拓也、武内駿輔、畠中祐、羽多野渉、花江夏樹、日野聡、前野智昭、山下大輝 | 「星に願いを」                                                                 |                                         |
| 2019年11月22日 | Disney 声の王子様 Voice Stars Dream Live 2019 Amazon特典CD               | 武内駿輔 | 「星に願いを」                                                                 |                                         |